# Eulacestoma nigropectus
El silbador picoarado (Eulacestoma nigropectus) es una especie de ave paseriforme endémica de las montañas centrales de Nueva Guinea. Es el único miembro del género Eulacestoma y la familia Eulacestomidae.
Mide unos 14 cm de largo, es de color oliva-pardo con un fuerte y grueso pico en forma de cuña negro, con el cual escarba en las ramas muertas de los árboles, corteza y brotes para procurarse los insectos de los que se alimenta. Los sexos son diferentes. El macho posee sus partes inferiores de color negro, alas negras y una gran mancha circular rosada en la mejilla. El plumaje de la hembra es verde oliva, su vientre es oliva pálido y no posee la mancha rosada. 
Su dieta consiste principalmente de insectos.